# Puerto de Mogán

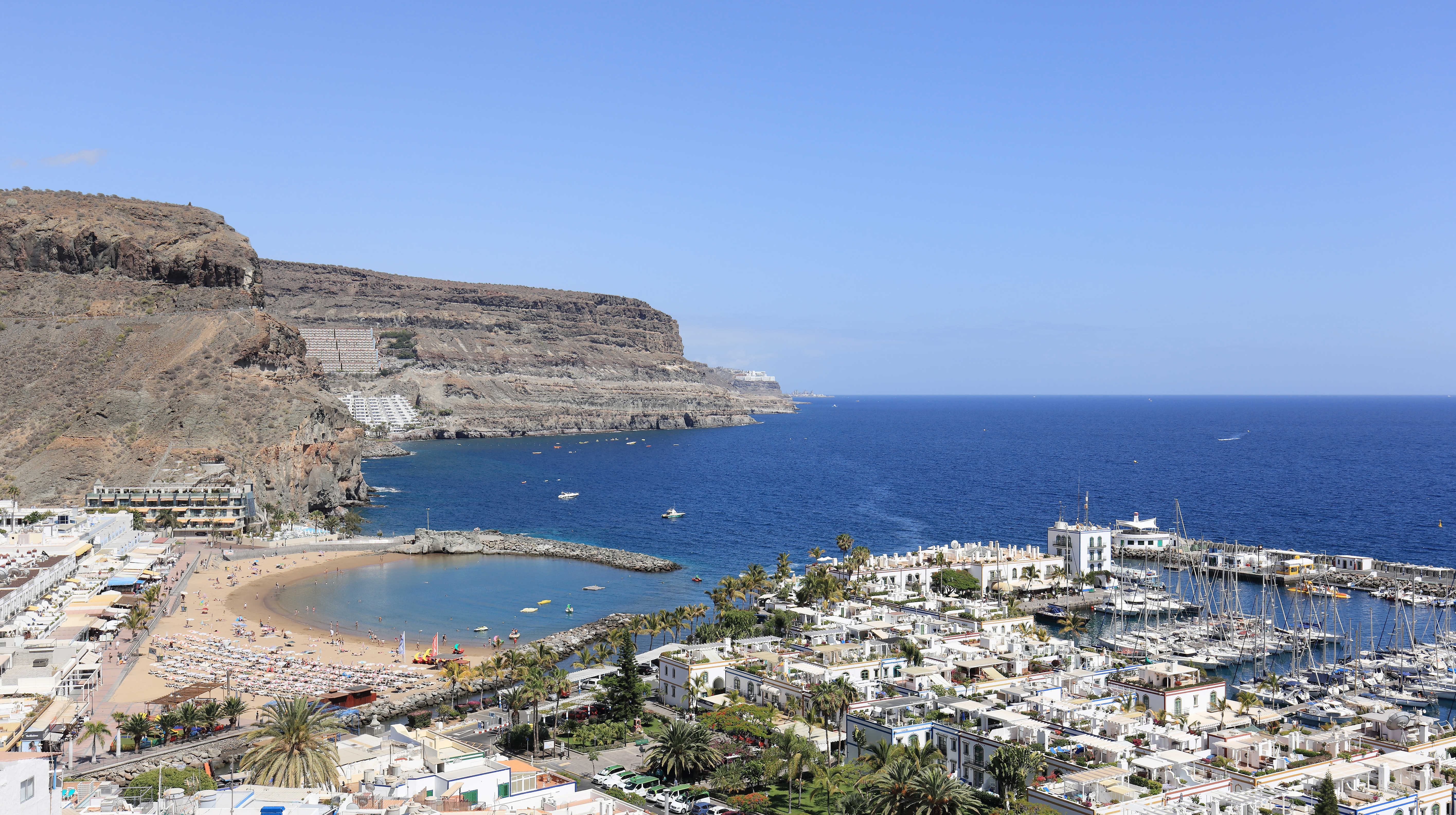
Vue générale de Puerto de Mogán. Mai 2018.

Puerto de Mogán est un petit port de pêche agrandi en port de plaisance situé au sud de l'île de Grande Canarie. Le village fait partie de la commune de Mogán.

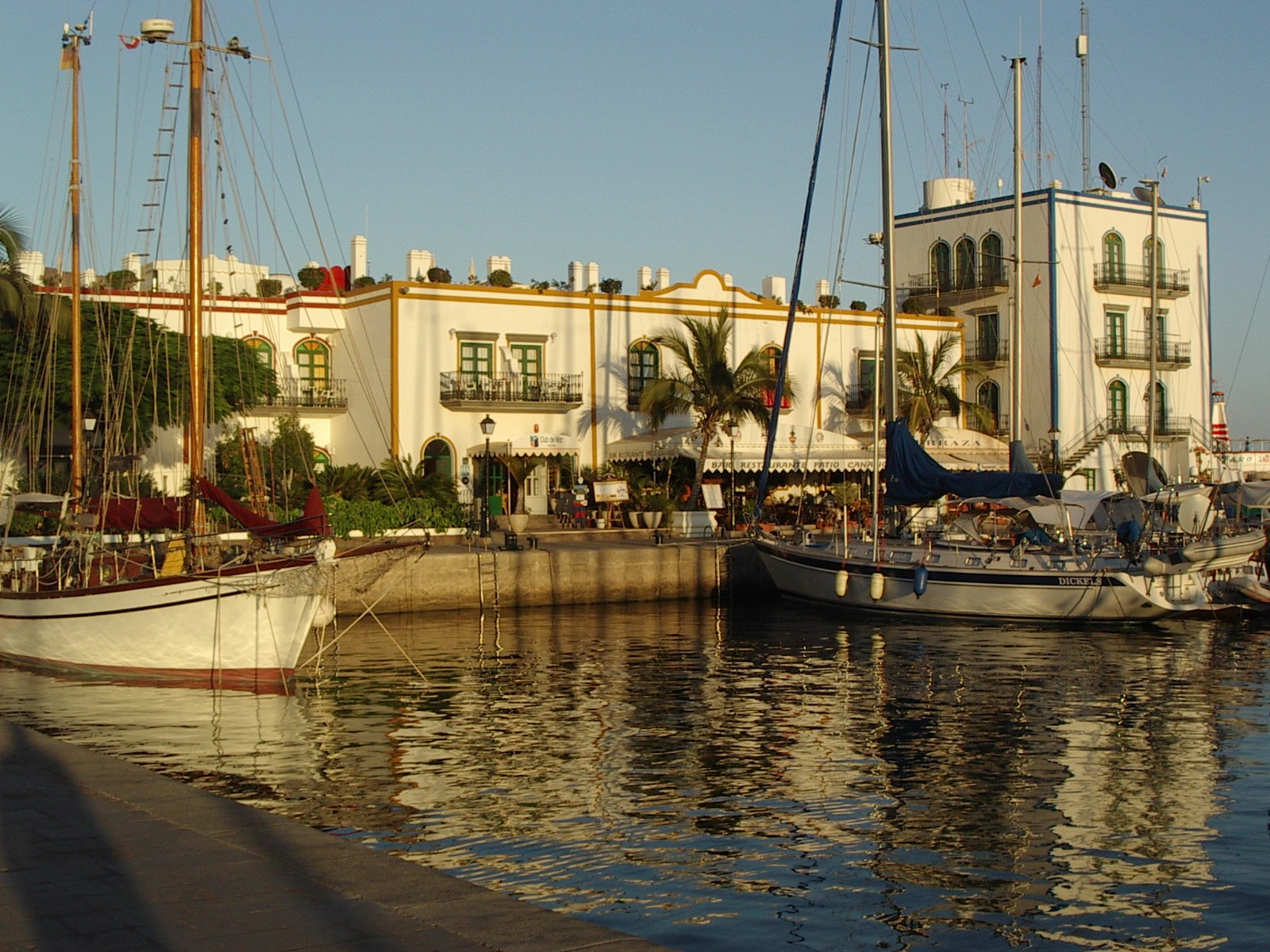
Vue de Puerto de Mogán.